# L'invasione degli ultracorpi (film)
L'invasione degli ultracorpi (Invasion of the Body Snatchers) è un film del 1956 diretto da Don Siegel, il cui soggetto è tratto dall'omonimo romanzo di fantascienza di Jack Finney del 1955.
Film girato a basso costo e in bianco e nero, è in seguito divenuto un film cult ed è ricordato come uno dei più celebri film di fantascienza degli anni cinquanta e citato come uno dei capolavori del cinema fantascientifico. Ha avuto due remake, Terrore dallo spazio profondo (1978), Ultracorpi - L'invasione continua (1993).
Nel 1994 il film è stato scelto per essere conservato nel National Film Registry della Biblioteca del Congresso degli Stati Uniti.

## Trama

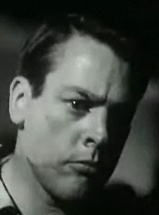
Il dott. Bennell, interpretato da Kevin McCarthy.

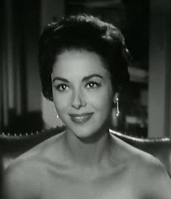
Becky Driscoll, interpretata da Dana Wynter.

Uno psichiatra viene convocato in un ospedale della California per visitare un uomo in stato di isteria tenuto in custodia. L'uomo, il dottor Miles Bennell, inizia quindi a raccontare le vicende che lo hanno portato fin lì. Il film prosegue seguendo la narrazione dell'uomo.
Tempo prima, nella vicina città di Santa Mira, Miles riceve una serie di pazienti apparentemente affetti dalla sindrome di Capgras, essendo convinti che alcuni loro parenti siano stati in qualche modo sostituiti da impostori dall'aspetto identico. Appena tornato da un viaggio Miles incontra un'amica di gioventù, Becky Driscoll, ritornata in città dopo un divorzio. La cugina di Becky, Wilma, esprime i medesimi sintomi di altri cittadini in quanto non riconosce più lo zio con cui abita; lo psichiatra Dan Kauffman assicura Bennell che si tratta di un caso di isteria di massa.
Quella sera Miles e Becky vengono chiamati da Jack Belicec, amico di Miles, il quale li convoca a casa sua in quanto ha trovato nell'abitazione un cadavere. Inspiegabilmente il corpo è privo di lineamenti facciali e impronte digitali distinguibili, ma inizia rapidamente a mutare assumendo l'aspetto di Belicec; anche nel seminterrato di Becky viene rinvenuto un corpo identico a lei. Quando Bennell chiama Kauffman, i corpi sono spariti e lo psichiatra ritiene che anche Bennell sia stato contagiato dall'isteria.
La notte seguente, Bennell, Becky, Jack e Teddy (la moglie di Jack) rinvengono nella serra di Bennell dei duplicati di loro stessi che emergono da baccelli giganti. Concludono quindi che i cittadini di Santa Mira stiano venendo sostituiti da cloni identici durante il sonno; Bennell cerca inutilmente di chiamare le autorità federali, pertanto Jack e Teddy vanno a cercare aiuto nella città vicina. Bennell e Becky realizzano che tutti i loro concittadini sono stati rimpiazzati da copie prive di umanità e si nascondono cercando di rimanere svegli per non incorrere nella stessa sorte.
La mattina dopo, Bennell e Becky scoprono che dei camion trasportanti baccelli giganti stanno arrivando in città con l'intenzione di essere trasferiti nelle città vicine per essere piantati e sostituire le popolazioni. Belicec e Kauffman (a loro volta sostituiti) trovano Bennell e Becky e procurano due nuovi baccelli per loro; spiegano che il fenomeno è causato da un'invasione extraterrestre dopo l'atterraggio dei baccelli in un campo al termine di un viaggio nello spazio. Dopo aver acquisito la nuova forma di vita, l'umanità perderà tutte le emozioni e il senso di individualità per creare un mondo semplicistico e perfetto.
Bennell e Becky cercano di scappare fingendosi alieni, ma vengono scoperti quando Becky si allarma vedendo un cane quasi investito, in quanto mette in mostra la sua umanità. La coppia fugge in una miniera abbandonata fuori città e Bennell lascia brevemente Becky rintracciando una coltivazione di baccelli giganti pronti per la consegna. Al suo ritorno realizza che Becky ha ceduto al sonno e pertanto è stata sostituita da un clone senza emozioni, venendo costretto a fuggire fino a un'autostrada affollata dove dà l'allarme nel vedere un camion trasportante baccelli diretto a San Francisco e Los Angeles. 
Al termine del suo racconto in ospedale, Bennell viene ritenuto psicotico dai dottori. In quel momento, viene portato nell'edificio un camionista rimasto ferito in un incidente stradale. Chi lo accompagna fa sapere che trasportava un carico di baccelli giganti provenienti da Santa Mira; ciò conferma la storia di Bennell, pertanto Santa Mira viene isolata e viene avvertito l'FBI per prendere provvedimenti chiamando l'esercito e tutta la polizia.

## Produzione
Prodotto in un periodo in cui Hollywood lanciava film kolossal come I dieci comandamenti o Guerra e pace, L'invasione degli Ultracorpi fu girato in bianco e nero con costi ridottissimi. La sceneggiatura porta la firma di Daniel Mainwaring, ma il testo fu revisionato da Sam Peckinpah e dallo stesso produttore Walter Wanger (non citati nei crediti tecnici).
Il film è caratterizzato dalla pressoché totale mancanza di effetti speciali (eccettuati i baccelli), dovuta al budget irrisorio di cui disponeva la piccola casa di produzione, la Allied Artists. Il climax ascendente di tensione e di suspense è costruito solo attraverso le atmosfere sinistre e angosciose.
L'epilogo pensato da Siegel originariamente non prevedeva alcuna prospettiva fiduciosa per il genere umano: egli avrebbe voluto infatti terminare il film con i replicanti che prendono il posto di tutti i cittadini di Santa Mira e il protagonista Kevin McCarthy che, puntando il dito verso il pubblico, esclama: «You're next!» ("Voi siete i prossimi!"), ma la produzione impose al regista una conclusione più ottimistica e un "cappello" introduttivo (McCarthy che racconta in ospedale la storia).

## Accoglienza
All'uscita nelle sale, il film dovette accontentarsi di modesti incassi, ma nel tempo si è guadagnato la qualifica di film culto ed è ricordato come uno dei più celebri film di fantascienza di tutti i tempi.

## Critica
Gli anni erano quelli immediatamente successivi alla "caccia alle streghe" scatenata da MacCarthy contro i comunisti e i presunti comunisti nel mondo dell'arte e dello spettacolo e, nel film, quel clima parossistico è facilmente avvertibile.»
(Fantafilm)
Al film furono date, senza riscontro con l'opinione dell'autore, diverse letture politiche: fu interpretato sia come una parabola anticomunista sia antimaccartista.. Siegel, molti anni dopo, affermò: «Né lo sceneggiatore, né io pensavamo a un qualunque simbolismo politico. Nostra intenzione era attaccare un'abulica concezione della vita». Al massimo alla pellicola può riconoscersi un blando spunto di riflessione critica sulla modernità (o di ironica critica ai critici della modernità, atteso che, tra le ipotesi iniziali per spiegare il fenomeno dell'invasione, viene evocata anche l'evoluzione tecnologica e la radioattività).
Un altro spunto di interesse è la riflessione morale, in un dialogo tra Miles e Becky, dove si osserva che l'uomo non si ribella quando perde pian piano la sua umanità perché vittima del cinismo, e si ribella solo a fronte di un'invasione aliena.
La storia di una cittadina riposseduta dagli alieni era già presente in due racconti di Philip K. Dick: La Cosa-Padre (1954) e L'impiccato (1953).

## Rifacimenti
Nel 1978 Philip Kaufman ha realizzato un rifacimento del film a colori, questa volta carico di effetti speciali, dal titolo Terrore dallo spazio profondo, con Donald Sutherland come protagonista e Don Siegel e Kevin McCarthy come guest star.
Nel 1993 Abel Ferrara ha realizzato un secondo remake, Ultracorpi - L'invasione continua (Body Snatchers).
Del 2007 diretta dal regista tedesco Oliver Hirschbiegel un'ulteriore versione cinematografica del romanzo, Invasion (The Invasion), con protagonista Nicole Kidman nel ruolo di una psichiatra di Washington che viene a conoscenza di un'epidemia causata da una razza aliena.

## Curiosità
La città fittizia di Santa Mira fa anche da sfondo al film horror Halloween III - Il Signore della Notte di Tommy Lee Wallace (prodotto da John Carpenter e Debra Hill, malgrado nella pellicola non compaia Micheal Myers) del 1982. Anche in quest'opera Santa Mira è in California e anche stavolta la trama coniuga orrore a fantascienza.